# Pesadelo (revista em quadrinhos)
Pesadelo ou PESADELO foi uma revista em quadrinhos da extinta editora carioca Vecchi que circulou nas bancas brasileiras no início da década de 1980.
Com temática terror, cada edição tinha, em média, 160 páginas de histórias, sendo todas em preto e branco. Ao todo foram lançadas em banca onze números, entre julho de 1980 a novembro de 1982.Ota que trabalhava na Vecchi à época era o editor, permanecendo como um editor na Pesadelo até o número 10 (penúltimo número), ele também exercia o mesmo cargo na Spektro, revista carro-chefe de horror da casa.
Nos primeiros números Pesadelo publicou algum material estrangeiro das editoras norte-americanas Charlton Publications e da Atlas Comics.
A revista era publicada em formatinho. A Editora Vecchi entrou em processo de falência em 1982 decretando o fim de Pesadelo, Spektro e as demais revistas da editora, como Tex (que passou para outra editora, a RGE).

## Informações básicas
- Período de circulação comercial:

- Periodicidade: indeterminada (atrasos era uma constante; às vezes a revista era mensal, às vezes bimestral, chegando até mesmo a ser por algumas vezes trimestral).
- Preço: oscilava bastante devido à inflação.
- Slogan(s): Cuidado! Você vai cair nas garras do Pesadelo (2)
- Não há como escapar do Pesadelo (3)
- Você nunca mais vai acordar depois do Pesadelo (4)
- Prepara-se para entrar em mais um…Pesadelo (5)
- Você está perdido! Chegou mais um…Pesadelo (6)

## Proposta
A revista pretendia atingir um terror diferenciado, mais real, mais próximo do leitor. No primeiro número dizia no editorial da revista:
| “ | De início, ela não se pretende uma nova revista de terror, mas sim uma revista com um novo terror - aquele tão comum em nossos dias e tão presente à nossa volta. Um terror psicológico, que nasce nos intrincados labirintos que é a mente e transborda em noites de sono profundo, caracterizando o que tão descontraidamente chamamos de paranóia. | ” |

O quadrinista mineiro Olendino (Mendes), um dos autores mais elogiados de Pesadelo, afirmou ao prestigiado sítio de quadrinhos Universo HQ:
| “ | A ideia por trás da criação da Pesadelo era que se desenvolvesse nela um tipo de terror diferenciado, mais psicólogo e culturalmente engajado. | ” |

## Séries famosas
- Cadernos de um suicida: Mariana encontra em Santa Teresa um estranho caderno de um roteirista de HQs (presente nos números 7, ), com desenhos de Ofeliano de Almeida;
- Jornalista Jonas Beltron (também presente em Spektro), quadrinizada por Júlio Shimamoto (presente nos números 4, 7,)
- Saga do Marciano, que visitou o planeta Terra a procura de "aventuras sexuais" e teve um filho, o qual se meteu em encrencas. Desenhado por Colin.

### Adaptações literárias
- Na 1ª edição houve uma adaptação, desenhada por Luiz Saidenberg de E.T.A. Hoffmann, O Homem da Areia de 1817.

## Capas[3]
- Pesadelo 1: César Lobo
- Pesadelo 2: Elmano "Mano" Silva
- Pesadelo 3:
- Pesadelo 4:
- Pesadelo 5:
- Pesadelo 6:
- Pesadelo 7:
- Pesadelo 8:  Júlio "Shima" Shimamoto
- Pesadelo 9: Schiaffino
- Pesadelo 10: Ofeliano
- Pesadelo 11: Lobo

## Autores
Contava com trabalhos de autores prestigiados, tanto desenhistas quanto roteiristas, na meio de histórias em quadrinhos brasileiros, sobretudo no que diz respeito a quadrinhos de horror. Destaque para Shimamoto, Elmano Silva ("Mano"), Watson Portela, Flavio Colin, Luiz Saidenberg, Mauro Mallet, E.C. Nickel, Fernando Bonini, Zenival, Vilachã, Olendino Mendes, Cesar Lobo, Sayro Mallet, Ofeliano, Ivan Jaf entre outros.
Além de autores brasileiros, a Pesadelo também publicou trabalhos de estranheiros, como do consagrado Steve Ditko, Tom Sutton, entre outros.

## Censura
Apesar dos artistas gozarem de liberdade criativa, ocorreu um fato recorrente em publicações na época, a chamada censura prévia